# Medophron caudatulus
Medophron caudatulus là một loài tò vò trong họ Ichneumonidae.